# Barockvioline

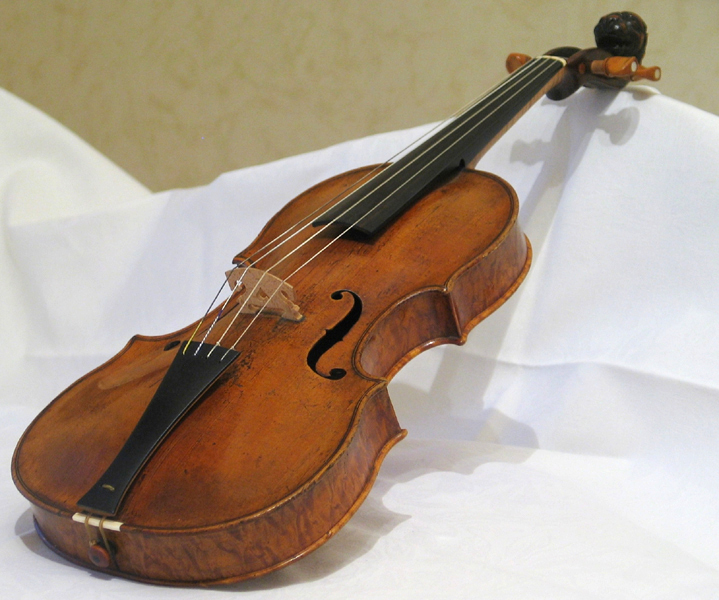
Jakob Stainer (1658)

Die Barockvioline (auch gelegentlich Violine in alter Mensur oder Kurzhalsgeige genannt) entspricht der gängigsten Bauweise und der Klangästhetik, die in den ersten beiden Jahrhunderten nach dem ersten Auftreten der Violine üblich waren (etwa 1580–1800). Das Instrument wird seit Ende der 1950er Jahre wieder verstärkt in Abgrenzung zur modernen Violine verwendet (siehe Historische Aufführungspraxis). Der Begriff Barockvioline ist eher neueren Datums und eigentlich kunsthistorisch nicht korrekt, weil die Violine einige Jahrzehnte vor dem Beginn der Barockzeit in ihrer grundlegenden äußeren Form und Funktion entstanden ist.
Die heute vorhandenen sogenannten Barockviolinen lassen sich in drei Gruppen einteilen:
- Original erhaltene Instrumente. Diese gibt es allerdings nur in sehr geringer Zahl; einzelne Teile wie Saitenhalter, Bassbalken, Steg u. a. sind ggf. rekonstruiert.
- Alte Instrumente, die ab dem späten 18. Jahrhundert bis in die 1950er Jahre umgebaut (modernisiert) wurden, um sie den jeweils herrschenden Klangvorstellungen anzupassen, und die später in den ursprünglichen Zustand zurückversetzt wurden.
- Neue Instrumente. Sie sind Repliken, die nach verschiedenen alten Vorbildern gebaut werden.

## Unterschiede zur modernen Violine

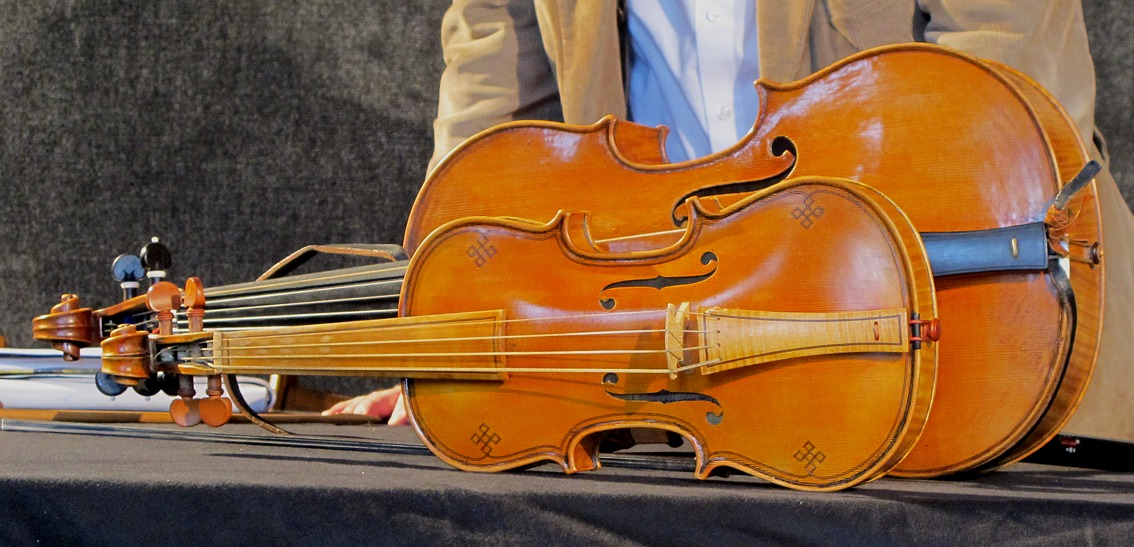
Frühbarocke Violine vor Violoncello da Spalla

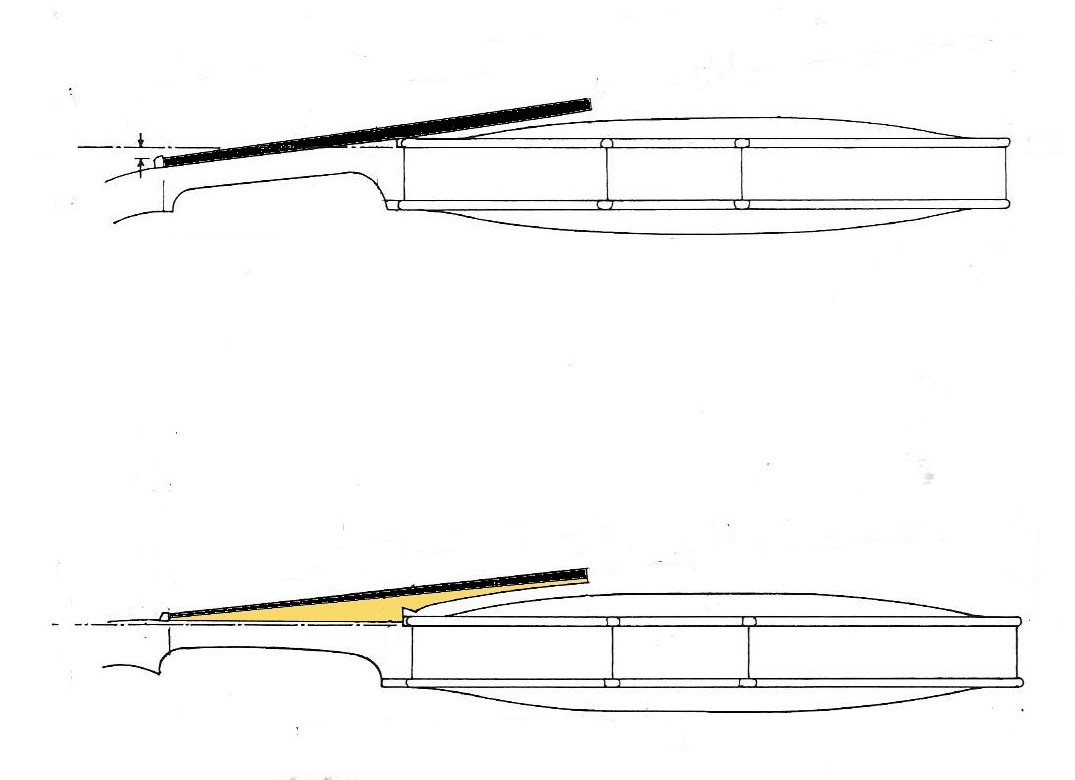
Unterschied der Position des Halses zwischen der Barock- und der modernen Violine

Die Unterschiede der Barockvioline zur modernen Violine und Bratsche, aber auch zu anderen Instrumenten der Violinfamilie sind:
- Instrumente aus dem frühen 17. Jahrhundert oder deren Nachbauten haben einen etwa 2 cm kürzeren Hals, der das Spiel auf dem damals in der Armbeuge ruhenden Instrument erleichtert. Um eine optimale Schwingungslänge der Saite zu erreichen, war der Steg ebenfalls 2 cm näher am Saitenhalter als im frühen 18. Jahrhundert.
- eine hochgewölbte Decke
- ein schlankerer Stimmstock
- ein kürzerer, schlankerer Bassbalken, manchmal aus der Decke herausgearbeitet.
- ein kaum angewinkelter, etwas breiterer, flacherer, aufgenagelter Hals
- ein kürzeres Griffbrett, erst aus Buchsbaum-, später aus Ahornholz gefertigt, teils mit dünner Ebenholzauflage. Dies, mit den darüber genannten Merkmalen, verlagert den Schwerpunkt der Violine.
- ein anders geformter Saitenhalter (mehrere Entwicklungsstufen im Laufe des 17. und 18. Jahrhunderts)
- Bespannung mit Darmsaiten (G-Saite nach 1650 gelegentlich mit Silberdraht umsponnen)
- ein bis zu 25 % geringeres Gewicht
- eine andere Stegform („Barocksteg“) in Höhe und Dicke, eine etwas flachere Wölbung begünstigt das Akkordspiel[1]
- unterschiedliche Bogenformen, -längen, -gewichte und Gewichtsschwerpunkte
- Je nach Gegend fand man variierende Stimmungen zwischen 392 Hz und 466 Hz (Details siehe: Kammerton). Die Mehrzahl der aktuellen Ensembles haben sich aus rein praktischen Gründen auf 415 Hz für das barocke und auf 432 Hz für das klassische Repertoire geeinigt.

## Klang

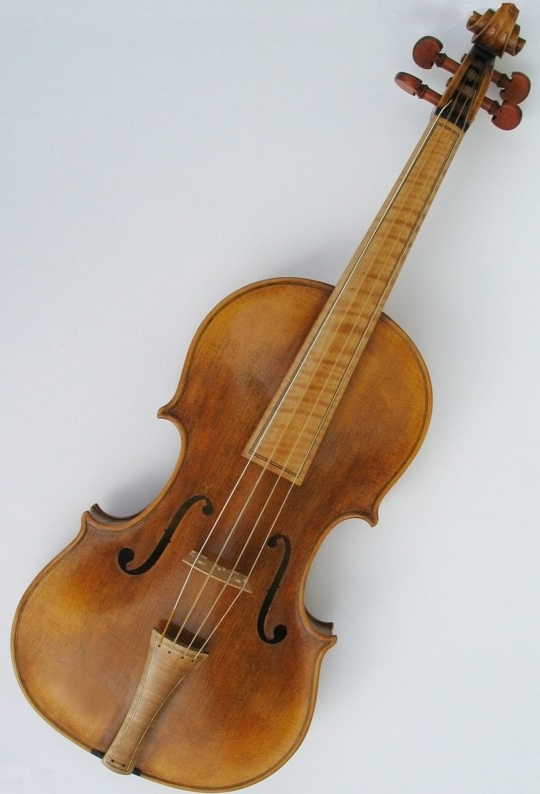
Nachbau einer Barockvioline

Der Klang der Barockgeige war im Gegensatz zur modernen Violine weniger genormt. Es bestanden zum Teil erhebliche regionale Unterschiede in der Lautstärke. Der französische Schriftsteller François Raguenet berichtete, dass die Violinen in Italien bedingt durch dickere Saiten doppelt so laut klängen wie in Frankreich. Georg Philipp Telemann berichtet in seiner Biografie von Musik in Wirtshäusern, bei der eine hochgestimmte Violine „ein halbes dutzend andre überschreien konnte“. Der amerikanische Musikwissenschaftler David D. Boyden äußert in seinem Standardwerk zur Geschichte des Violinspiels von 1971 die Meinung, man könne Ton und Klangqualität der alten Violinen nicht in Worten beschreiben, spekuliert aber, dass der Ton kleiner, weniger brillant, süßer und weniger metallisch gewesen sei. Eduard Melkus beschreibt 1973 den Klang der Barockvioline als „weich“, „transparent“ und „silbrig“, der tragende und majestätische Klang der modernen Violine fehle jedoch. Nikolaus Harnoncourt charakterisiert den Ton der Barockvioline gegenüber dem modernen Instrument als „leise, aber von süßer Schärfe“.

## Haltung und Spieltechnik
Im Gegensatz zum modernen Instrument wird die Barockvioline zumeist ohne Schulterstütze und Kinnhalter gespielt. Das Instrument wird direkt auf das Schlüsselbein oder die Schulter gelegt. In selteneren Fällen wird es, wie bis zu Beginn des 18. Jahrhunderts üblich und auf alten Abbildungen ersichtlich, oberhalb der Brust gehalten. Diese Haltungen erfordern eine grundlegend veränderte Technik der linken Hand beim Lagenwechsel.
Die andersartige Bauweise, die Darmsaiten, der historisch korrekte Bogen und die historische Spielweise führen zu einem sehr charakteristischen Klang, der stark von dem der modernen Violine abweicht. Sowohl die Beherrschung dieses Klangs als auch die entsprechende historische Aufführungspraxis und Spielhaltung erfordern eine darauf angepasste Spieltechnik, die heute an den meisten Musikhochschulen und in Meisterkursen gelehrt wird.

Zu den möglichen unterschiedlichen Bogenhaltungen schrieb Georg Muffat im Jahre 1698: 

„In Angreifung des Bogens spielen die meisten Teutschen, indem sie die Haare mit dem Daumen nach Bedarf andrücken, und seyend hierinnen von den Welschen, als welche die Haare unberührt lassen, unterschieden.“

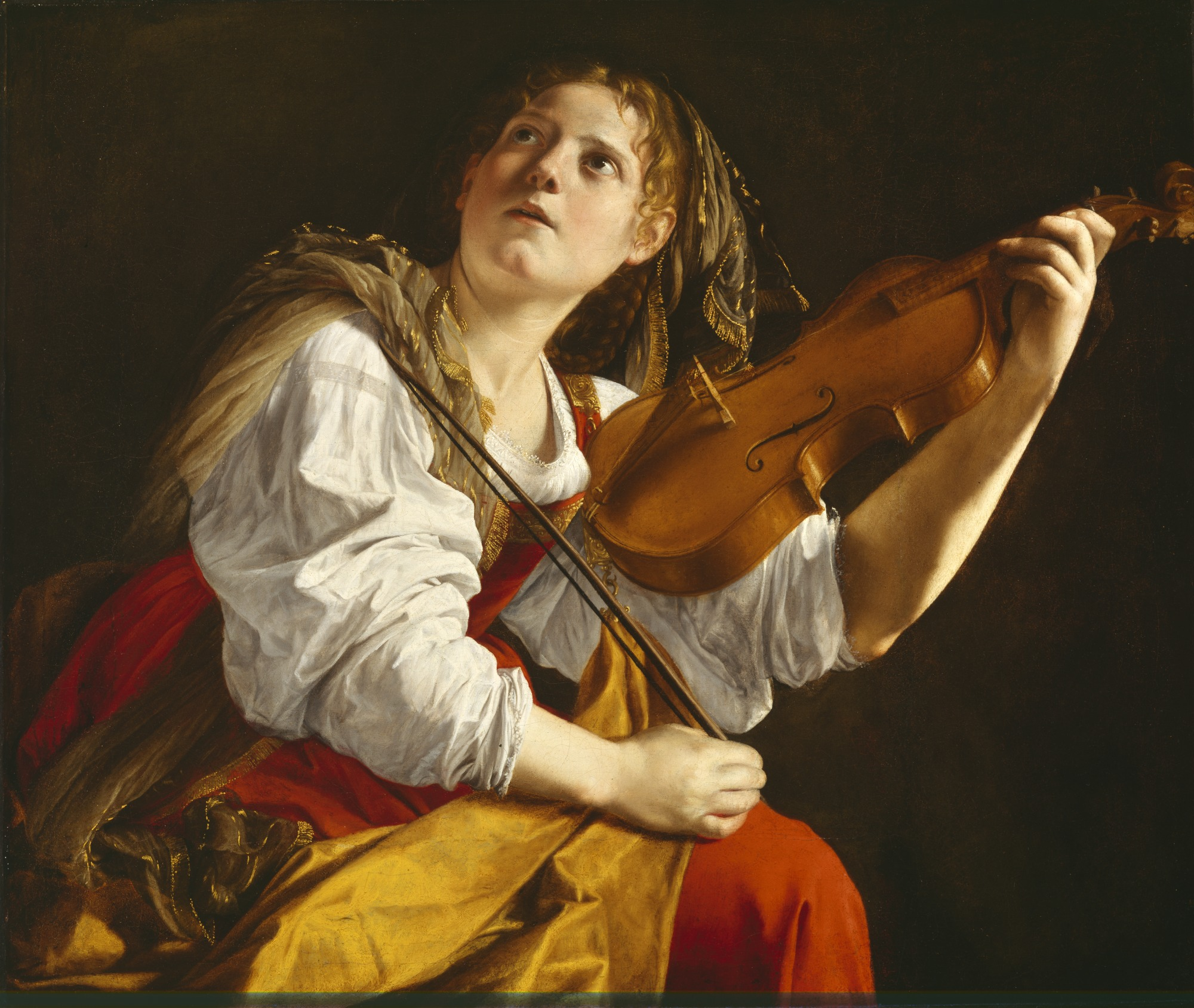
Haltung und tiefe Stegposition um 1620
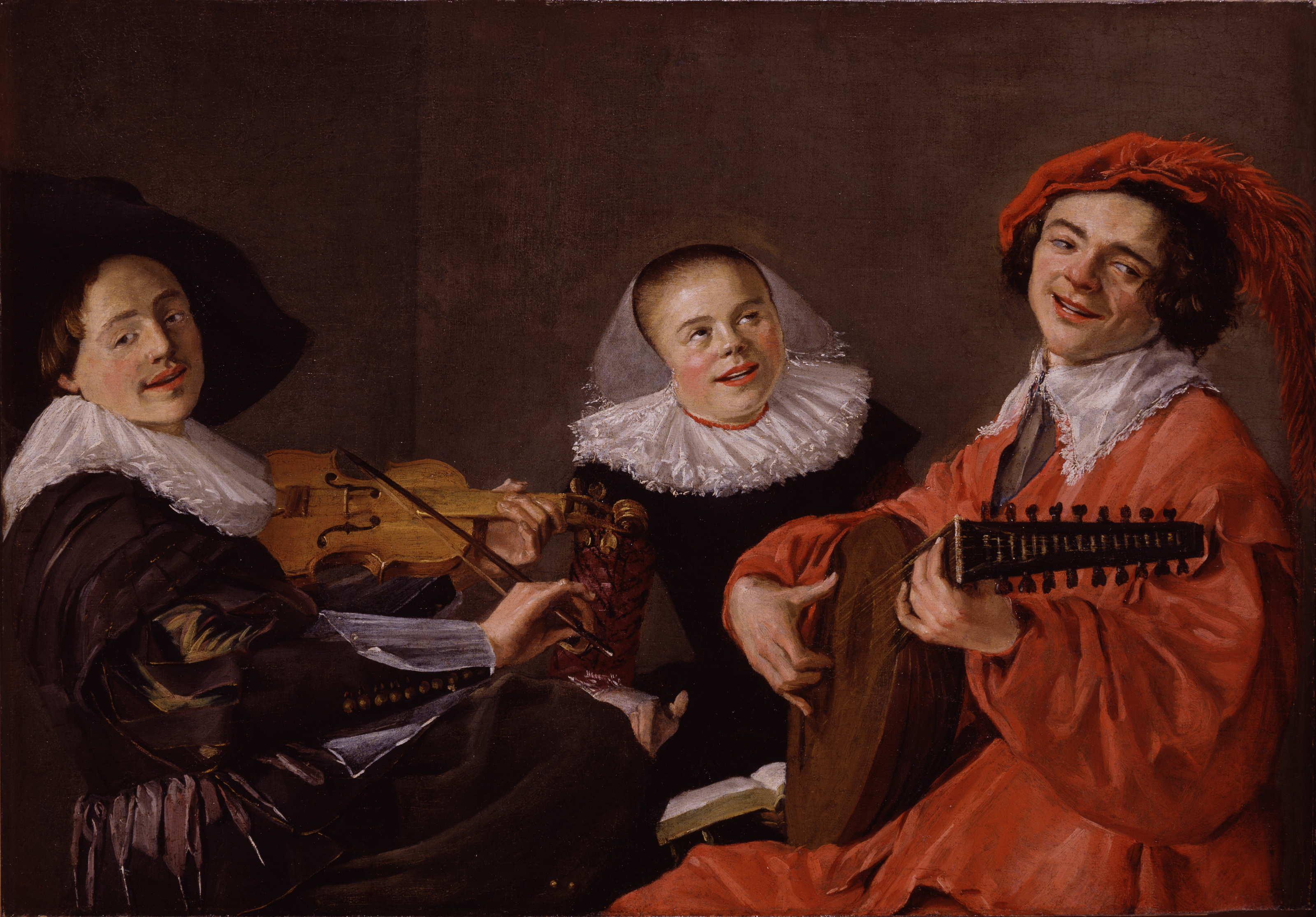
Haltung an der Brust und in Armbeuge, um 1650
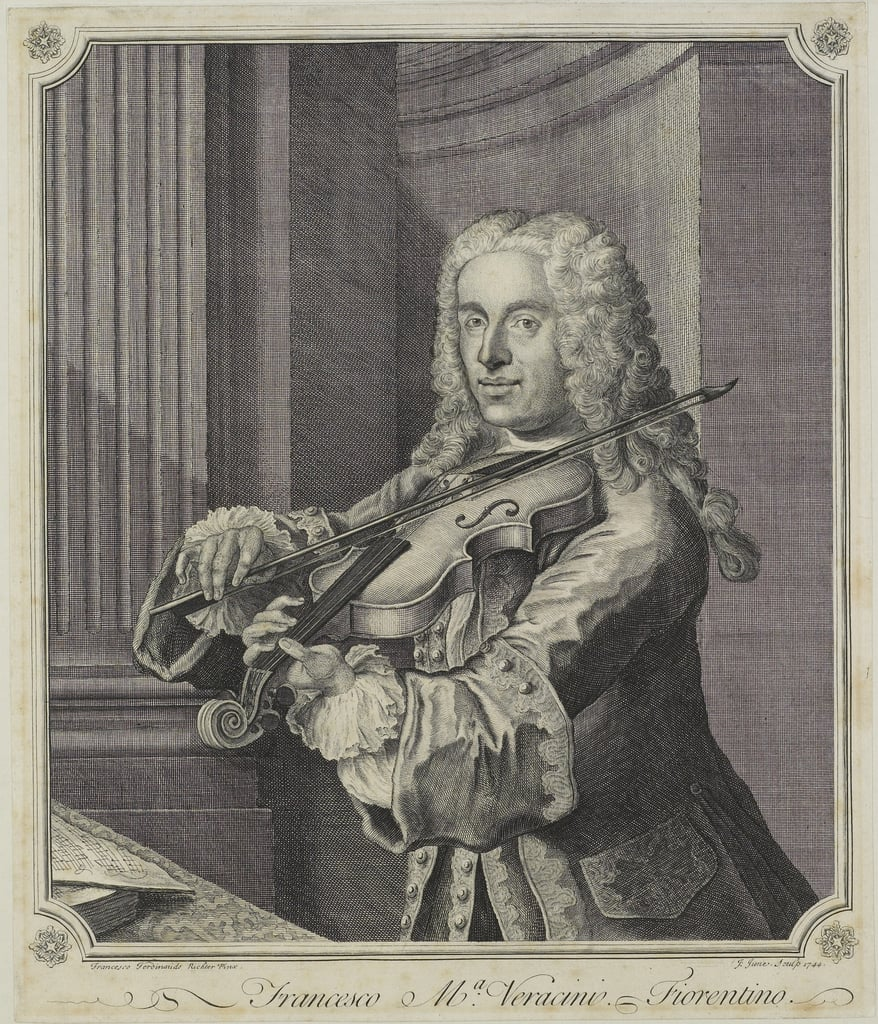
Veracini, Haltung auf dem Schlüsselbein, um 1700
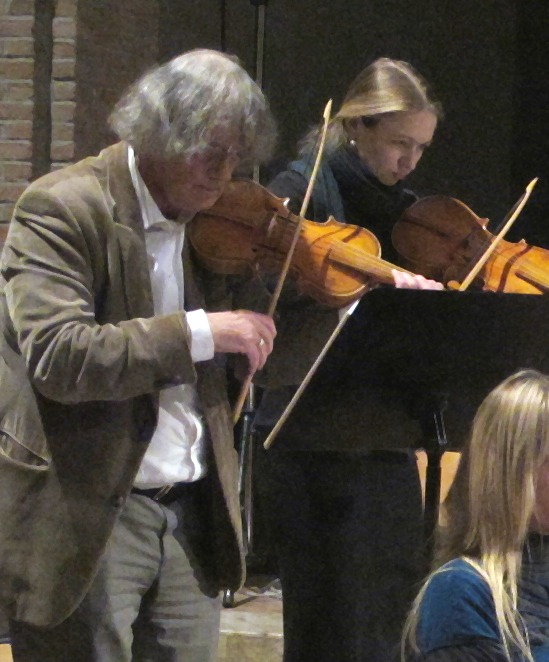
Musiker spielen mit historischer Geigenhaltung

## Historische Quellen für die Spielpraxis
Eine der wichtigsten Grundlagen für die originale Spielweise sind Notenhandschriften des 17. und 18. Jahrhunderts sowie historische Unterrichtswerke. Aus dem deutschsprachigen Raum sind zu erwähnen Leopold Mozarts „Versuch einer gründlichen Violinschule“ (1756). An junge Anfänger gerichtet, ist das 1695 in Augsburg entstandene Lehrwerk Daniel Mercks (1650–1713) „Compendium musicae instrumentalis Celicae: kurtzer Begriff welcher Gestalten die Instrumental-Music auf der Violin, Pratschen, Viola da Gamba und Bass gründlich und leicht zu erlernen seye“.
Bezüglich der Besaitung schreibt Michael Praetorius 1619 in seinem Syntagma musicum II S. 48, Abschnitt „VIOLN DE BRACIO“:

„Deroselben Baß= Tenor= und Discantgeig (welche Violino, oder Violetta picciola, auch Rebecchino genennet wird) seynd mit 4. Saiten...und werden alle durch Quinten gestimmet. Und demnach dieselbige jedermann bekandt/ ist darvon (außer diesem/daß wenn sie mit Messings= und Stälenen Saiten bezogen werden/ einen stillen und fast lieblichen Resonanz mehr als die anderen/von sich geben)“

Der „Versuch einer Anweisung die Flöte traversiere zu spielen“ von Johann Joachim Quantz ist zwar in erster Linie für die Querflöte gedacht, enthält aber auch zahlreiche Hinweise zum barocken Spielstil der Streichinstrumente.
In Mailand erschien 1645 Il scolaro per imparar a suonare di violino von Gasparo Zanetti, 1791 in Rom Francesco Galeazzis Elementi teoretico-pratici di musica con un saggio l'arte suonare il violino analizzata, ed a dimonstrabilis principi ridotta.
John Lentons The Gentleman's Diversion, or the Violin explained erschien 1698 in London, 1751 schließlich Francesco Geminianis L'Arte del Violino, das einen wichtigen Einfluss auf die damalige Violintechnik hatte.
In Frankreich erscheint 1636 Marin Mersennes Werk Harmonie Universelle, um 1738 in Paris dann Michel Correttes L'École d'Orphée, in der er wichtige Anweisungen zur zeitgenössischen Interpretation des italienischen und französischen Stils gibt. Das Werk L'Art de se perfectionner sur le violon ist als Fortsetzung anzusehen. Um 1740 erscheint Guillaume-Pierre Duponts (1718–1778) Principes de violon par demandes et par reponce („Fragen und Antworten zu den Prinzipien der Violine“). Giuseppe Tartini veröffentlichte 1771 in Paris Traité des agréments de la musique.
Mehr und mehr „moderne“ Violinisten benutzen je nach Repertoire neben der modernen Violine die Barockvioline, z. B. Christian Tetzlaff, Thomas Zehetmair oder Maxim Wengerow. Letzterer spielt immer wieder Mozarts Violinkonzerte oder das Beethovenkonzert auf der Barockvioline.
Andere namhafte Solisten entdecken die historische Aufführungspraxis und setzen die Spieltechnik der Barockviolinisten auf herkömmlichen Instrumenten ein, wie Viktoria Mullova mit dem Mailänder Barockensemble Il Giardino Armonico.